# Under the Radar (álbum de Daniel Powter)
Under the Radar es el tercer álbum de estudio por el cantante y compositor canadiense Daniel Powter y sigue de su álbum homónimo del 2005. El álbum fue lanzado en septiembre de 2008 en Europa y fue más tarde lanzado en Norteamérica en el 2009. La canción "Next Plane Home" ha sido lanzada como el primer sencillo del álbum. Este álbum también incluye un nuevo remix de "Love You Lately", qué tiene un sonido más claro, efectos extra de teclados y sintetizadores, y algunos coros extras. En Reino Unido, el álbum debutó en el número 43.
El nuevo remix de "Love You Lately" fue relanzado como un sencillo promocional en los Estados Unidos y ha tenido bastante reproducción en las radios en Nueva Inglaterra.

## Lista de canciones
| N.º | Título                         | Duración |  |
| 1.  | «Best of Me»                   | 3:59     |  |
| 2.  | «Not Coming Back»              | 4:01     |  |
| 3.  | «Whole World Around»           | 4:27     |  |
| 4.  | «Next Plane Home»              | 3:10     |  |
| 5.  | «Am I Still the One?»          | 4:16     |  |
| 6.  | «Negative Fashion»             | 3:26     |  |
| 7.  | «Don't Give Up on Me»          | 3:31     |  |
| 8.  | «Fly Away»                     | 3:35     |  |
| 9.  | «Beauty Queen»                 | 3:37     |  |
| 10. | «My So Called Life»            | 3:43     |  |
| 11. | «Love You Lately (Remix)»      | 3:23     |  |
| 12. | «Bad Day (En vivo en Francia)» | 4:16     |  |